# Rock Cup 2023-24
La Rock Cup 2023-24 fue la edición número 67 de la copa de fútbol de Gibraltar. Fue disputada por once equipos de la Gibraltar Football League 2023-24 y un equipo de la Liga Intermedia de Gibraltar 2023-24.
El torneo empezó el 30 de enero de 2024 con los partidos de la primera ronda y terminó con la final el 17 de abril del mismo año.
El campeón garantizó un cupo en la primera ronda de la Liga Europa Conferencia de la UEFA 2024-25.

## Primera ronda
Siete clubes de la Gibraltar Football League 2023-24 y un equipo de la Liga Intermedia de Gibraltar 2023-24 entraron en la primera ronda. Los equipos restantes de la Gibraltar Football League (Lincoln Red Imps, Lynx, Manchester 62 y Mons Calpe) entraron directamente en los cuartos de final.
| Equipo 1        | Resultado | Equipo 2        | Fecha                | Estadio          |
| --------------- | --------- | --------------- | -------------------- | ---------------- |
| Glacis United   | 9:0       | Hound Dogs      | 30 de enero de 2024  | Estadio Victoria |
| Europa          | 3:0       | Europa Point    | 31 de enero de 2024  | Estadio Victoria |
| College 1975    | 1:3       | Lions Gibraltar | 6 de febrero de 2024 | Estadio Victoria |
| Bruno's Magpies | 0:2       | St Joseph's     | 7 de febrero de 2024 | Estadio Victoria |

## Cuartos de final
| Equipo 1        | Resultado | Equipo 2         | Fecha                 | Estadio          |
| --------------- | --------- | ---------------- | --------------------- | ---------------- |
| Lynx            | 0:4       | Lincoln Red Imps | 20 de febrero de 2024 | Estadio Victoria |
| Lions Gibraltar | 0:2       | Manchester 62    | 21 de febrero de 2024 | Estadio Victoria |
| St Joseph's     | 3:0       | Mons Calpe       | 27 de febrero de 2024 | Estadio Victoria |
| Europa          | 3:1       | Glacis United    | 28 de febrero de 2024 | Estadio Victoria |

## Semifinales
| Equipo 1    | Resultado | Equipo 2         | Fecha              | Estadio          |
| ----------- | --------- | ---------------- | ------------------ | ---------------- |
| Europa      | 3:0       | Manchester 62    | 6 de abril de 2024 | Estadio Victoria |
| St Joseph's | 0:1       | Lincoln Red Imps | 7 de abril de 2024 | Estadio Victoria |

## Final
| 17 de abril de 2024 | Lincoln Red Imps                                | 3:0 (0:0) | Europa | Estadio Victoria, Gibraltar |                        |
| 19:00               | - Villacañas 45' - Casciaro 88' - De Barr 90+5' |           |        | Árbitro(s): Seth Galia      | Árbitro(s): Seth Galia |

## Goleadores
- Actualizado el 17 de abril de 2024.

| Pos. | Jugador          | Equipo        | Goles |
| ---- | ---------------- | ------------- | ----- |
| 1    | Labra            | Europa        | 4     |
| 2    | Luke Robinson    | Glacis United | 3     |
| 3    | Julian Brinkman  | Glacis United | 2     |
|      | Ryan Trotman     | Glacis United | 2     |
|      | Ahmed Salam      | Manchester 62 | 2     |
|      | Manuel Caballero | St Joseph's   | 2     |